# Reforma (periódico)
Reforma es un periódico mexicano con sede en la Ciudad de México. En 2014 tenía una tirada diaria de 131 000 ejemplares, que se elevan a 141 000 los viernes y domingos. Además de 68 000 suscriptores activos. El periódico comparte contenido con otros medios de su grupo de noticias matriz, Grupo Reforma. 
Su primer número se publicó el 20 de noviembre de 1993, su fundador y director es Alejandro Junco de la Vega. La publicación consta de un periódico impreso, suscripciones para una versión digital y una aplicación móvil.

## Secciones
Las secciones que tiene el periódico impreso son:
- Nacional
- Internacional
- Negocios
- Ciudad
- Cultura
- Empresas
- Gente
- Cancha

## Juntas editoriales comunitarias
Desde su fundación, el periódico adoptó un modelo de juntas editoriales comunitarias, que se aplicaba en El Norte desde 1991 y, luego, se convirtió en el estándar para todas las publicaciones del Grupo Reforma. Se invita una vez a la semana a lectores, líderes de opinión y expertos a participar en consejos editoriales que sugieren temas y evalúan al periódico. Junco describió los consejos editoriales como «promotores de la democracia y la objetividad» porque sus miembros son políticamente equilibrados y provienen de una amplia variedad de orígenes. Según Junco, el sistema pone el poder en manos de los lectores.

## Historia
En 1990 Alejandro Junco de la Vega, director del periódico de Monterrey El Norte, se propuso ingresar en el mercado de la Ciudad de México. Con ello en mente, en noviembre de 1993 salió a la venta Reforma. Inició con una tirada de 35 000 ejemplares de 12 páginas, pero al final del primer año ya eran 100 000 ejemplares de 84 páginas. Poco después del lanzamiento, reunió a Reforma y El Norte con sus otros periódicos, El Sol y Metro, para unirlos en una sola editorial, a la que llamó Grupo Reforma.
Al igual que las demás publicaciones del grupo, Reforma hizo grandes esfuerzos para separar su división comercial de su división de periodismo. A los periodistas se les prohibió aceptar dinero y al periódico se le prohibió vender espacios publicitarios a los sujetos de sus noticias. Junco creía que el éxito comercial a través de la venta de periódicos y publicidad era un aspecto fundamental para establecer la prensa libre. Con este fin, comenzó a ofrecer secciones de comida y moda en Reforma y el periódico se hizo popular entre la clase media.
En octubre de 1994 el sindicato de transportistas de periódicos afiliado al gobierno de la Ciudad de México boicoteó la entrega del periódico. Debido a ello, Junco llevó a sus reporteros a las calles a vender los periódicos ellos mismos. Además contrató a sus propios proveedores para crear un sistema de distribución independiente.

## Nace REFORMA
La empresa inició su expansión nacional con la fundación de REFORMA en la Ciudad de México. No pasó mucho tiempo para que el sistema político, acostumbrado a una prensa aduladora y acomodaticia, lanzara un ataque. Desde el 8 de noviembre de 1994, el periódico enfrentó el boicot de la Unión de Voceadores del Distrito Federal, liderada por Manuel Ramos Rivadeneyra y Enrique Gómez Corchado. Pero si la Unión no quería circular REFORMA, lo harían sus empleados. El apoyo de la ciudadanía no se hizo esperar: artistas, amas de casa, estudiantes y trabajadores se sumaron. Así nació una red de microempresarios que tiene ya décadas de distribuirlo.

## REFORMA actualmente
A finales de 2023, la Dirección General Editorial de REFORMA queda a cargo de Roberto Zamarripa, reconocido periodista que coordinó las secciones de Nacional, Estados, Cultura y Digital en su trayectoria en el diario. 
En la Dirección Editorial se encuentra Alex Castillo, en la Dirección de Información Roberto Castañeda, en la Dirección de Negocios Mayela Córdoba y en la Dirección Digital y deportiva Jorge Arturo Jiménez.